# Erna-Graff-Stiftung für Tierschutz
Die Erna-Graff-Stiftung für Tierschutz ist eine gemeinnützige Stiftung des bürgerlichen Rechts. Sie wurde am 28. Februar 1983 von Erna Graff, der langjährigen Präsidentin und Ehrenpräsidentin des Tierschutzvereins für Berlin und Umgebung, errichtet. Heute werden die Stiftungsaktivitäten vom ehrenamtlich tätigen Vorstand bestimmt.
Zweck der Stiftung ist die Förderung des Tierschutzes. Diesen Zweck verfolgt die Stiftung sowohl durch die Finanzierung ausgewählter Forschungsvorhaben als auch durch eigene Projekte.

## Schwerpunkte
Die zwei Schwerpunkte der Stiftungsarbeit sind:
- Die Verbreitung des Tierschutzgedankens in der Jugend über die bundesweite Aufnahme des Tierschutzes in den Schulunterricht.
- Forschungsförderung zu Ersatz- und Ergänzungsmethoden zum Tierversuch.

Ende der 1990er Jahre ermöglichte die Stiftung das Projekt „Tierschutz als Unterrichtsfach an Berliner Schulen“. Aus den Erfahrungen dieses Tierschutzunterrichts entstand in der Reihe „Praktischer Unterricht Biologie“ des Ernst Klett Verlags das erste Tierschutzschulbuch Deutschlands.

## Projekte
Die Stiftung geht mit einer Strafanzeige gegen die Affenversuche am Tübinger Max-Planck-Institut vor.
Gemeinsam mit dem Theater Löwenherz hat die Stiftung das Theaterstück „Expedition nach Nebenan“ für Kinder entwickelt. Das Stück fand erstmals im Winter 2013 statt und wird 2014 erneut in den Schulen Berlins und Umgebung aufgeführt.
Im Juli 2014 wurde das Projekt „Erna hilft Helfer!“ begonnen. Dabei wird kleineren Tierschutzvereinen geholfen, ihre Aufgabe zu erfüllen. Das kann entweder durch öffentliche Aufrufe, Spenden, juristischen Beistand oder fachliche Beratung erfolgen.
Beispielhaft für ehemalige Projekte der Stiftung für Tierschutz seien hier die Errichtung eines Labors zur Entwicklung von Alternativmethoden zu Tierversuchen in der Akademie für Tierschutz in Neubiberg (bei München), die Gründung des „Beratungs- und Schulungsinstituts für schonenden Umgang mit Zucht- und Schlachttieren“ (bsi) in Schwarzenbek (bei Hamburg) und die finanzielle Unterstützung der Interdisziplinären Vorlesungsreihe „Tierrechte“ genannt.
Die Stiftung vergab in den Jahren 2001 bis 2005 den mit 5000 DM beziehungsweise 2500 Euro dotierten „Tierschutz-Förderpreis“ an Studenten und Doktoranden, die den Tierschutz in ihren wissenschaftlichen Arbeiten berücksichtigten.
Die Stiftung hat sich erfolgreich für die Verbesserung der Bedingungen von Tiertransporten eingesetzt.